# Bryan Magee
Bryan Edgar Magee (/məˈɡiː/; Hoxton, 12 de abril de 1930 - Headington, 26 de julho de 2019) foi um filósofo britânico, radialista, político e autor, mais conhecido por trazer a filosofia para um público popular.

## Juventude
Nascido de pais da classe trabalhadora em Hoxton, Londres, em 1930, a poucas centenas de metros de onde seus avós paternos nasceram, Magee foi criado em um apartamento acima da loja de roupas da família, onde dividiu a cama com sua irmã mais velha, Joan. Ele era próximo de seu pai, mas tinha um relacionamento difícil com sua mãe abusiva e autoritária. Ele foi evacuado para Market Harborough em Leicestershire, durante a Segunda Guerra Mundial, mas quando voltou para Londres, grande parte de Hoxton havia sido totalmente bombardeada. Magee foi educado na escola do Christ's Hospital com uma bolsa de estudos do London County Council. Durante este período formativo, ele desenvolveu um grande interesse pela política socialista, enquanto durante as férias escolares ele gostava de ouvir oradores políticos no Speakers 'Corner, em Hyde Park, Londres, bem como visitas regulares ao teatro e concertos.
Durante seu Serviço Nacional, ele serviu no Exército Britânico e no Corpo de Inteligência procurando possíveis espiões entre os refugiados que cruzavam a fronteira entre a Iugoslávia e a Áustria. Após a desmobilização, ele ganhou uma bolsa de estudos para o Keble College, em Oxford, onde estudou História na graduação e, em seguida, Filosofia, Política e Economia durante um ano. Seus amigos em Oxford incluíam Robin Day, William Rees-Mogg, Jeremy Thorpe e Michael Heseltine. Enquanto estava na universidade, Magee foi eleito presidente da Oxford Union. Mais tarde, ele se tornou um membro honorário do Keble College.
Em 1955, ele começou um ano estudando filosofia na Universidade de Yale com uma bolsa de pós-graduação. Ele esperava detestar a América, mas descobriu que a amava. Sua profunda admiração pela igualdade de oportunidades do país foi expressa em uma rápida série de livros, Go West, Young Man (1958), The New Radicalism (1963) e The Democratic Revolution (1964).

## Político
Magee voltou para a Grã-Bretanha com a esperança de se tornar um Membro Trabalhista do Parlamento (MP). Por duas vezes, ele concorreu sem sucesso a Mid Bedfordshire, nas eleições gerais de 1959 e nas pré-eleições de 1960, e em vez disso conseguiu um emprego como apresentador do programa de televisão de assuntos atuais da ITV This Week. Ele fez documentários sobre assuntos de interesse social, como prostituição, doenças sexualmente transmissíveis, aborto e homossexualidade (ilegal na Grã-Bretanha na época). Entrevistado em 2003, Magee disse:
A sociedade britânica era antiliberal em várias áreas que agora são tidas como certas. . . Roy Jenkins os mudou e sofreu forte oposição dos conservadores. Mas se você fosse liberal com um L minúsculo, havia um menu de mudança social e eu acreditava fortemente em toda essa agenda liberal.
Ele acabou sendo eleito MP por Leyton nas eleições gerais de fevereiro de 1974, mas se encontrou em desacordo com a direção do Partido Trabalhista sob Michael Foot. Em 22 de janeiro de 1982, ele renunciou ao partido trabalhista e em março juntou-se à deserção de parlamentares trabalhistas de centro para o recém-fundado Partido Social-Democrata. Ele perdeu seu assento nas eleições gerais de 1983.
Magee voltou a escrever e a transmitir o que, de fato, continuou durante sua carreira parlamentar e também serviria em vários conselhos e comitês. Ele renunciou ao cargo de presidente do painel musical do Arts Council em 1994 em protesto contra cortes de fundos.
Ele também voltou a ser bolsista em Oxford, primeiro como bolsista em Wolfson, depois no New College. Ele também encontrou mais tempo para escrever críticas de música clássica e trabalhou em suas próprias composições. Ele admitiu que, embora seu próprio trabalho fosse "assobiável", também era "inerentemente sentimental".

## Apresentador e escritor

### Entrevistas com filósofos
A influência mais importante de Magee na cultura popular foram seus esforços para tornar a filosofia acessível aos leigos.
Em 1970-1971, ele apresentou uma série para a BBC Radio 3 intitulada Conversations with Philosophers. A série assumiu a forma de Magee em uma conversa com vários filósofos britânicos contemporâneos, discutindo tanto seu próprio trabalho quanto o trabalho de filósofos britânicos do início do século XX. A série começou com uma conversa introdutória entre Magee e Anthony Quinton. Outros programas incluíram discussões sobre Bertrand Russell, G. E. Moore e J. L. Austin, Ludwig Wittgenstein e a relação entre filosofia e religião, entre outros. Trechos de cada uma das conversas foram impressos no The Listener logo após a transmissão. E versões extensivamente revisadas de todas as discussões seriam disponibilizadas no livro de 1971 Modern British Philosophy. Karl Popper apareceria na série duas vezes e Magee logo depois escreveria um livro introdutório sobre sua filosofia, que foi publicado pela primeira vez em 1973.
Em 1978, Magee apresentou 15 diálogos com filósofos notáveis para a BBC Television em uma série chamada Men of Ideas. Esta foi uma série que, como notado no jornal The Daily Telegraph, "alcançou a façanha quase impossível de apresentar a um público de massa questões recônditas de filosofia sem comprometer a integridade intelectual ou perder audiência" e "atraiu um milhão de espectadores por programa". Seguindo uma "Introdução à Filosofia", apresentada por Magee em discussão com Isaiah Berlin, Magee discutiu tópicos como a filosofia marxista, a Escola de Frankfurt, as idéias de Noam Chomsky e o Existencialismo moderno em episódios subsequentes. Durante a transmissão, versões mais curtas editadas das discussões foram publicadas semanalmente na revista The Listener. Versões extensivamente revisadas dos diálogos da série Men of Ideas (com Iris Murdoch)  foram originalmente publicadas em um livro de mesmo nome que agora é vendido com o título de Talking Philosophy. Os DVDs da série são vendidos para instituições acadêmicas com o título Filosofia Contemporânea. Nem esta série nem sua 'sequência' de 1987 estão disponíveis para compra por usuários domésticos, mas a maioria dos episódios está disponível gratuitamente no Youtube.
Outra série de televisão da BBC, The Great Philosophers, veio em 1987. Nesta série, Magee discutiu as principais figuras históricas da filosofia ocidental com quinze filósofos contemporâneos. A série cobriu as filosofias de Platão, Aristóteles e Descartes, entre outros, incluindo uma discussão com Peter Singer sobre a filosofia de Marx e Hegel, e terminando com uma discussão com John Searle sobre a filosofia de Wittgenstein. Versões extensivamente revisadas dos diálogos foram publicadas em um livro com o mesmo nome que foi publicado no mesmo ano. O livro de Magee de 1998, The Story of Thought (também publicado como The Story of Philosophy), também cobriria a história da filosofia ocidental.
Entre as duas séries, Magee lançou a primeira edição da obra que considerava mais próxima de sua "magnum opus acadêmica": The Philosophy of Schopenhauer (publicado pela primeira vez em 1983, substancialmente revisado e ampliado em 1997). Este continua sendo um dos tratamentos mais substanciais e abrangentes do pensador e avalia em profundidade a influência de Schopenhauer em Wittgenstein, Wagner e outros escritores criativos. Magee também aborda os pensamentos de Schopenhauer sobre a homossexualidade e a influência do budismo em seu pensamento.

## Trabalho posterior e interesse em Wagner
Em 1997, Magee publicou o livro Confessions of a Philosopher. Isso essencialmente ofereceu uma introdução à filosofia em forma autobiográfica. O livro foi envolvido em um processo por difamação como resultado de Magee repetir o boato de que Ralph Schoenman, um polêmico associado de Bertrand Russell durante a década final do filósofo, havia sido plantado pela CIA em um esforço para desacreditar Russell. Schoenman processou com sucesso Magee por difamação no Reino Unido, com o resultado de que a primeira impressão da edição britânica do livro foi descartada. Um segundo processo por difamação, aberto na Califórnia contra a Random House, foi encerrado em 2001. As alegações foram eliminadas por acordo e uma nova edição foi publicada e fornecida a mais de 700 bibliotecas acadêmicas e públicas. Em Confessions of a Philosopher, Magee mapeia seu próprio desenvolvimento filosófico em um contexto autobiográfico. Ele também enfatiza a importância da filosofia de Schopenhauer como uma tentativa séria de resolver problemas filosóficos. Além disso, ele lança uma crítica à filosofia analítica, particularmente em sua forma linguística ao longo de três capítulos, contestando seus princípios fundamentais e lamentando sua influência.

## Morte
Magee morreu em 26 de julho de 2019, aos 89 anos, no St Luke's Hospital em Headington, Oxford. Ele deixa sua filha Gunnela e seus filhos e netos. Seu funeral ocorreu em 15 de agosto.

### Livros
- Crucifixion and Other Poems, 1951, Fortune Press, ASIN: B0039UQCKK
- Go West, Young Man, Eyre And Spottiswoode, 1958, OCLC 6884140
- To Live in Danger, Hutchinson, 1960 (softcover Random House ISBN 0-09-001700-5)
- The New Radicalism, Secker & Warburg, 1962, ASIN B0006D7RZW[35]
- The Democratic Revolution, Bodley Head, 1964, ISBN 978-0-370-00314-6[36]
- Towards 2000: The world we make, Macdonald & Co, 1965, ASIN B0000CMK0Y[37]
- One in Twenty: A Study of Homosexuality in Men and Women, Stein and Day, 1966. OCLC 654348375 (mais tarde publicado como The Gays Among Us)[38]
- The Television Interviewer, Macdonald, 1966, ASIN B0000CN1D4[39]
- Aspects of Wagner, Secker and Warburg, 1968; rev. 2a. ed, 1988, Oxford University Press, 1988, ISBN 0-19-284012-6
- Modern British Philosophy, Secker and Warburg, 1971, ISBN 0-436-27104-4; Oxford University Press, ISBN 0-19-283047-3[40] [Internet Archive]
- Karl Popper, Penguin, 1973, ISBN 0-670-01967-4 (Viking Press, ISBN 0-670-41174-4; também intitulado Popper, mais tarde intitulado  Philosophy and the Real World, 1985)[41][42]
- Facing Death, William Kimber & Co. Ltd., 1977, ISBN 0-7183-0135-8[43]
- Men of Ideas: Some Creators of Contemporary Philosophy, Oxford University Press, 1978 ISBN 0-19-283034-1 (mais tarde intitulado Talking Philosophy: Dialogues With Fifteen Leading Philosophers)[44]
- The Philosophy of Schopenhauer, Oxford University Press, 1983 (revisado e ampliado, 1997), ISBN 0-19-823722-7[45]
- The Great Philosophers: An Introduction to Western Philosophy, BBC Books 1987, Oxford University Press, 2000, ISBN 0-19-289322-X[46]
- On Blindness: Letters between Bryan Magee and Martin Milligan, Oxford University Press, 1996, ISBN 0-19-823543-7[47] (também publicado como Sight Unseen, Phoenix House, 1998, ISBN 0-7538-0503-0)
- Confessions of a Philosopher, Random House, 1997, reprinted 1998, ISBN 0-375-50028-6[48]
- The Story of Thought: The Essential Guide to the History of Western Philosophy, The Quality Paperback Bookclub, 1998, ISBN 0-7894-4455-0 (later titled The Story of Philosophy, 2001, ISBN 0-7894-7994-X)[49][50]
- Wagner and Philosophy, Penguin, 2001, ISBN 0-14-029519-4[51] (também publicado como The Tristan Chord: Wagner and Philosophy, Owl Books, 2001 ISBN 0-8050-7189-X)[52]
- Clouds of Glory, Pimlico, 2004, ISBN 0-7126-3560-2[53][54]
- Growing up in a War, Pimlico, 2007, ISBN 1-84595-087-9[55]
- Ultimate Questions, Princeton University Press, 2016, ISBN 978-0-691-17065-7[56][57]
- Making the Most of It, Studio 28, 2018, ISBN 978-1980636137[58]

### Artigos de jornal
No JSTOR – grátis para ler online com registro:
- Richard Wagner Died 13 February 1883. Producing a New 'Ring' The Musical Times, vol. 124, no. 1680, 1983, pp. 86–89. [Entrevista com Peter Hall ]
- Schopenhauer and Professor Hamlyn Philosophy, vol. 60, no. 233, 1985, pp. 389–391.
- A Note on J. L. Austin and the Drama. Philosophy, vol. 74, no. 287, 1999, pp. 119–121.
- What I Believe Philosophy, vol. 77, no. 301, 2002, pp. 407–419..
- Philosophy's Neglect of the Arts Philosophy, vol. 80, no. 313, 2005, pp. 413–422.
- The Secret of Tristan and Isolde Philosophy, vol. 82, no. 320, 2007, pp. 339–346.
- Intimations of Mortality Philosophy, vol. 86, no. 335, 2011, pp. 31–39.

## Filmografia

### Televisão
- Men of Ideas (BBC, 1978), apresentador[60]
- Thinking Aloud (1984–1985), apresentador
- The Great Philosophers (BBC, 1987), apresentador[61]